# Rudauli
Rudauli é uma cidade  no distrito de Faizabad, no estado indiano de Uttar Pradesh.

## Geografia
Rudauli está localizada a 26° 45′ N, 81° 45′ L. Tem uma altitude média de 105 metros (344 pés).

## Demografia
Segundo o censo de 2001, Rudauli tinha uma população de 36804 habitantes. Os indivíduos do sexo masculino constituem 52% da população e os do sexo feminino 48%. Rudauli tem uma taxa de literacia de 47%, inferior à média nacional de 59.5%: a literacia no sexo masculino é de 53% e no sexo feminino é de 40%. Em Rudauli, 17% da população está abaixo dos 6 anos de idade.